# Clusia guedesiana
Clusia guedesiana là một loài thực vật có hoa trong họ Bứa. Loài này được Huber mô tả khoa học đầu tiên năm 1904.